# Peter Saul
Pour les articles homonymes, voir Saul.
Peter Saul est un peintre américain né le 16 août 1934 à San Francisco, Californie.

## Biographie
Peter Saul fut professeur d'Art à Austin, Texas. 
Il a déménagé avec sa femme, Sally, à Chappaqua dans les années 1980, puis à New York, dans les années 2000.

## Œuvre
Son œuvre a des connexions avec le pop art, l'art figuratif et l'expressionnisme. Il est reconnu depuis les années 1960. Il a produit plus d'une centaine d'œuvres, et ce nombre d'œuvres ne faisant qu'augmenter. Il est présent dans les plus grands musées de la planète et dans les galeries Mary Boone et Michael Werner. Quelques de ses œuvres sont aussi exposées au musée "Les Abattoirs" à Toulouse. Il est un des premiers peintres américains du "Pop Art" avec Warhol, Lichtenstein, Rauschenberg, Rosenquist, Wesselman et Dine. 
Pour bien appréhender l'œuvre de Peter Saul, se reporter à l'article de Marc Rigal du 10 novembre 2012 dans mediapart.fr : «La grande moquerie picturale de Peter Saul». 

## Récompenses
- 1964 Art in America “New Talent” Award and Copley Foundation Award
- 1979 National Endowment for the Arts Endowment
- 1985 National Endowment for the Arts Endowment
- 1993 Guggenheim Fellowship
- 2001 Academy Award for Art, American Academy of Arts and Letters

## Livres
- "Peter Saul" Exh. cat. Orange County Museum of Art, Newport Beach; Pennsylvania Academy of Fine Arts, Philadelphia (Hatje Cantz, 2008),  (ISBN 978-3-7757-2204-9)
- Peter Saul, Benoît Decron, Robert Storr, Anne Tronche, Exposition Musée de l'Abbaye Sainte Croix, Les Sables d'Olonne, 1999, Somogy, Paris, 1999,  (ISBN 2-85056-360-9)

## Biographie
- 1934 Born in San Francisco, CA
- 1950 - 1952 California School of Fine Arts, San Francisco
- 1952 - 1956 Washington University, BFA, St. Louis
- 1956 - 1964 Lives in Holland, Paris, and Rome
- 1964 Receives Art in America “New Talent” Award and Copley Foundation Award
- 1964 - 1974 Returns to United States and settles in Mill Valley, California
- 1975 - 1981 Lives in Chappaqua, New York
- 1961 - 1987 Exhibits regularly at Alan Frumkin Gallery, New York and Chicago
- 1989 - 1995 Exhibits regularly at Frumkin/Adams Gallery, New York
- 1981 - 2000 Lives in Austin, Texas; teaches at the University of Texas
- 2000 Moves to New York City
- 2001 Academy Award for Art, American Academy of Arts and Letters
- Currently lives and works in New York State

## Expositions
- 2020 Almine Rech, Paris
- 2019 Musée des Abattoirs, Toulouse
- 2016 "Some Terrible Problems", Michael Werner Gallery, London.
- 2013 VW (VeneKlasen/Werner), Berlin.
- 2013 Sinister Pop, Whitney Museum of Art, N.Y.C.
- 2013 Peter Saul, Jim Shaw, Mary Boone Gallery, New York.
- 2012 Peter Saul, Fondation Salomon, Annecy, France.
- 2011  "50 years of paintings", Haunch of Venison, New York, États-Unis
- 2008 Peter Saul, orange county museum, États-Unis
- 2007 M.. Président, University Art Museum at Albany, NY
- 2007 Humor’s Lines, Maier Museum of Art, Randolph-Macon Women’s College, Virginia
- 2007 Galerie Charlotte Moser, Geneva (solo)
- 2006 David Nolan Gallery, New York (solo)
- 2006 Leo Koenig Inc., New York (solo)
- 2006 Art on Paper, Weatherspoon Art Museum, Greensboro, North Carolina
- 2006 Twice Drawn, Frances Young Tang Teaching Museum and Art Gallery, Skidmore College, Saratoga Springs, New York
- 2006 The Artful Jester, The Painting Center, New York; Brattleboro Museum & Art Center, Vermont
- 2005 - 2006  Art of Engagement: Paintings, Drawings, Prints and Sculpture, Jack Rutberg Fine Arts, Los Angeles, California
- 2005  Looking at Words, Andrea Rosen Gallery, New York
- 2005  Post War Draughtswomen and 1 Monitor, Meyer Riegger Gallery, Karlsruhe, Germany
- 2005 Body Language, George Adams Gallery, New York
- 2005 Peintures, 1985 – 2005, Musée Paul Valèry, Sète, France (solo)
- 2004 - 2005  Disparities and Deformities: Our Grotesque, Site Santa Fe, New Mexico
- 2004  Nolan/Eckman Gallery, New York (solo)
- 2004  Suburbia: Paintings and Drawings, 1965-69, George Adams Gallery, New York (solo)
- 2003  Drawings, Jack Hanley Gallery, San Francisco (solo)
- 2003  As time goes by, Leo Koenig Inc., New York
- 2002  Jokes, Musée d'Art moderne et contemporain, Geneva
- 2002  Galerie Aurel Scheibler, Cologne (solo)
- 2002  The Sixties, Nolan/Eckman Gallery, New York (solo)
- 2002  Galerie Charlotte Moser, Geneva (solo)
- 2001  Open Ends, Museum of Modern Art, New York
- 2000  Face to Face, Stedelijk Museum, Amsterdam
- 2000   The Raw and the Cooked, MOMA, New York* 2000
- 2000  Galerie du Centre, Paris (solo)
- 1999  Artists for Mumia 911, George Adams Gallery, NYC
- 1999  Musée de l'Abbaye Sainte-Croix, Les Sables d'Olonne
- 1999  Peter Sual: Ptgs, 1987-1999, George Adams Gallery, NYC
- 1998  Peter Saul, Rena Bransten Gallery, San Francisco
- 1997  Face à l'histoire, Centre Pompidou, Paris
- 1997  Alliance for Contemp. Art:Auction '98, Denver Art Museum Colorado
- 1996 - 1997  Art in Chicago: 1945-1995, Museum of Contemp. Art Chicago
- 1995  Grotesque, Museum of Modern Art, NYC
- 1995  Whitney Biennial Exhibition, Whitney Museum of American Art, NYC
- 1995  Old & New: On Canvas & on Paper, Galerie Bonnier, Geneva
- 1991  Galerie Thomas R. Monahan Chicago, IL
- 1991  Un Touch Suisse, Galerie Bonnier, Geneva
- 1990  Contemporary Art Center, New Orleans
- 1989  Aspen Art Museum, Aspen
- 1989  Museum of Contemporary Art, Chicago
- 1988  Pop Apocalypse, Gracie Mansion Gallery, NYC
- 1987  Repulsion: Aesthetics of Grotesque, Alternative Museum, NYC
- 1986  Museum of Art, Fort Lauderdale, Florida
- 1986  Whitney Museum of American Art, New York
- 1986  Rena Bransten Gallery, San Francisco
- 1985  Allan Frumkin Gallery, New York
- 1981  Retrospective Exhibition, Kilcawley Center Youngstown State U., Ohio
- 1980  Figurative Tradition&Whitney Museum, Whitney Museum of American Art, NYC
- 1977  Images of Horror and Fanstasy, Bronx Museum of Art, NYC
- 1973  Galerie Klang, Cologne
- 1969  Museum of Contemporary Art, Chicago
- 1969  Whitney Museum of American Art, New York
- 1969  Violence in Recent American Art, Museum of Contemp. Art, Chicago
- 1968  Paris Biennale International, Museum of Modern Art, Paris
- 1968  The Museum of Modern Art, New York
- 1968  San Francisco Art Institute, San Francisco
- 1963 - 1964  Rolf Nelson Gallery, Los Angeles
- 1963  New Directions, San Francisco Museum of Modern Art, CA

## Iconographie
Yes that's Saul, Folks est un portrait de Peter Saul réalisé par son ami le peintre péruvien Herman Braun-Vega en 2002.